# Sef Vergoossen
Sef Vergoossen est un entraîneur néerlandais de football né le 5 août 1947 à Echt (Pays-Bas). 
Il est actuellement conseiller au KRC Genk depuis juillet 2008.

## Carrière d'entraîneur
- 1978-1989: VVV Venlo  Pays-Bas
- 1989-1998: MVV Maastricht  Pays-Bas
- 1998-2001: Roda JC  Pays-Bas
- 2001-2004: RC Genk  Belgique
- 2004-2005: Al Jazira Abu Dhabi  Émirats arabes unis
- 2006-2007: Nagoya Grampus Eight  Japon
- janvier-juin 2008: PSV Eindhoven  Pays-Bas

## Palmarès
- Vainqueur de la Coupe des Pays-Bas en 2000 avec le Roda JC
- Champion de Belgique en 2002 avec le RC Genk
- Élu entraîneur de l'année de la division 1 belge en 2002 avec le RC Genk
- Champion des Pays-Bas en 2008 avec le PSV Eindhoven